# Недилько, Алексей Тимофеевич
Алексей Тимофеевич Недилько — советский хозяйственный, государственный и политический деятель.

## Биография
Родился 20 января 1907 году в г. Прилуки, Украина. Член КПСС.
С 1926 года — на хозяйственной, общественной и политической работе. В 1926—1966 гг. — зоотехник в ряде овцесовхозов и управлений сельского хозяйства, начальник Управления животноводства Народного комиссариата земледелия Казахской ССР, заместитель министра животноводства Казахской ССР, заместитель министра сельского хозяйства Казахской ССР, помощник председателя СМ Казахской ССР,
1-й заместитель председателя, председатель Исполнительного комитета Актюбинского областного Совета, 2-й секретарь Алма-Атинского областного комитета КП Казахстана, заведующий Отделом Комиссии советского контроля СМ Казахской ССР, заведующий Сельскохозяйственным отделом Южно-Казахстанского областного комитета КП Казахстана, инструктор ЦК КП Казахстана, начальник Главного управления животноводства Министерства сельского хозяйства Казахской ССР, начальник Группы животноводства и заготовок животноводческой продукции Управления делами СМ Казахской ССР, редактор Казахского государственного сельскохозяйственного издательства.
Избирался депутатом Верховного Совета Казахской ССР 3-го и 4-го созывов.
Делегат XIX съезда КПСС.
Награждён медалью «За трудовую доблесть» (05.11.1940) «в связи с 20-летним юбилеем Казахской ССР, за достижения в развитии промышленности, сельского хозяйства, науки и искусства».